# Porta Portese

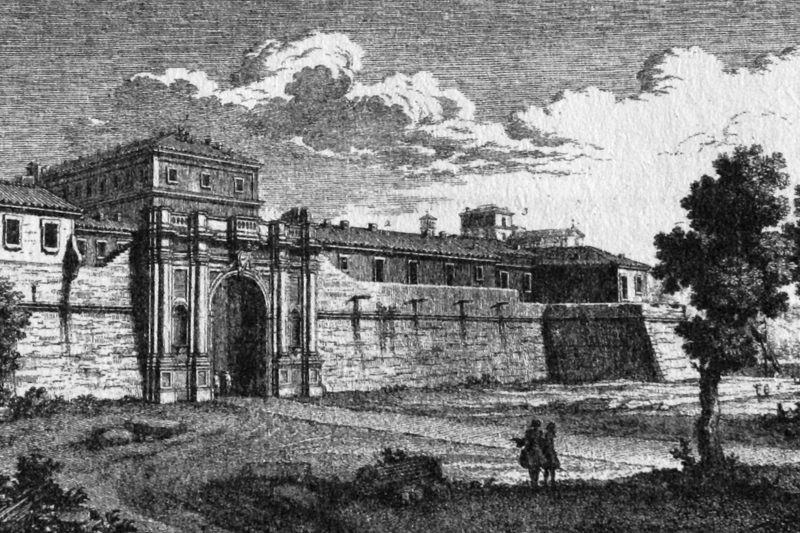
La Porta Portese reconstruite par Urbain VIII au XVIIe siècle

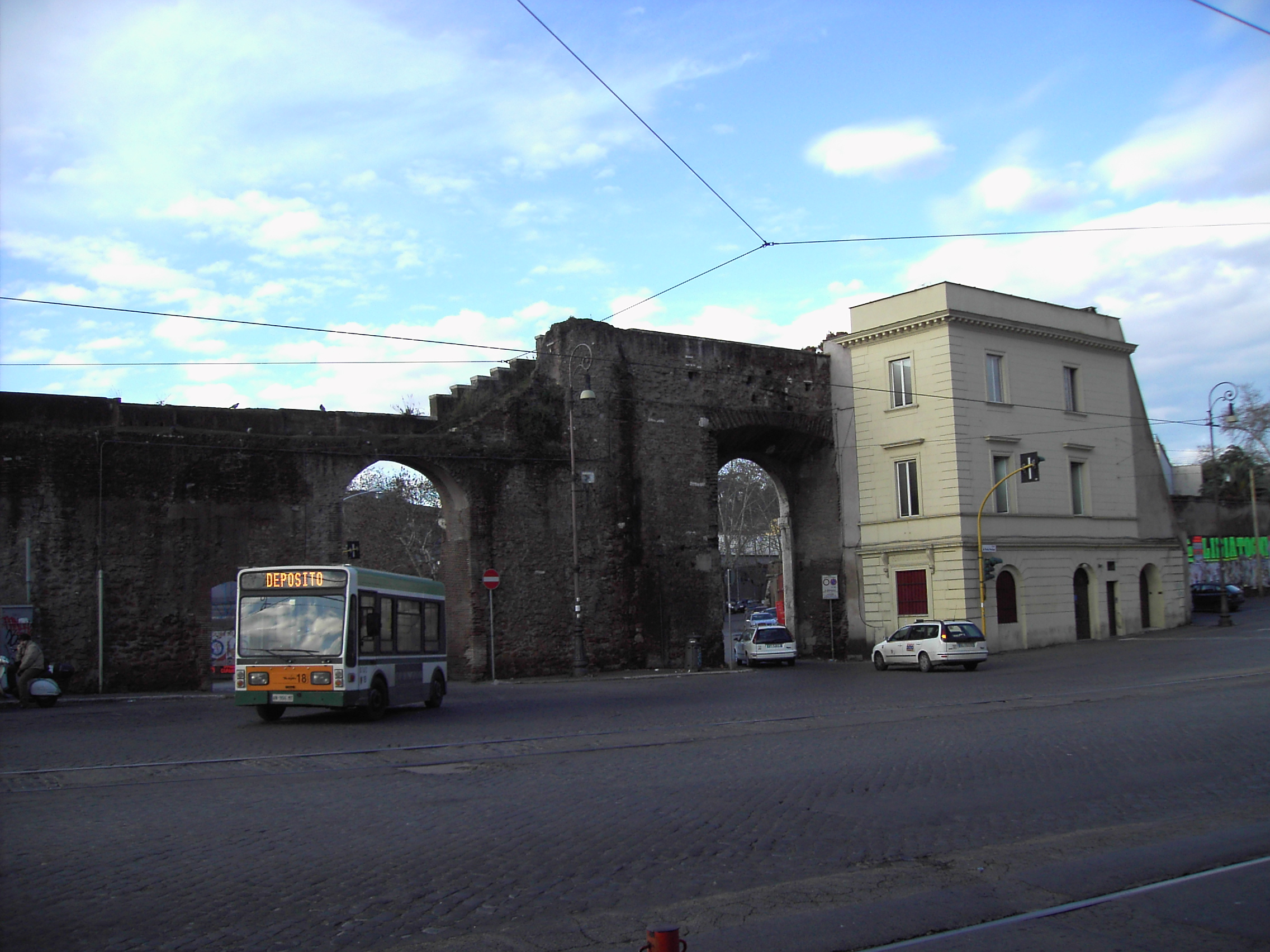
La Porta Portese aujourd'hui (du côté de la place homonyme).

La Porta Portese est l'une des portes de ville de Rome, faisant partie du mur d'Aurélien, construite en 1644 pour remplacer l'antique Porta Portuensis. Proche du port de Rome, la Porta Portese en a pris l'appellation.

## Histoire
Elle a été construite en même temps que le mur du Janicule, expansion des murs léonins pour défendre le Janicule. Elle a été commandée par le pape Urbain VIII Barberini, pour remplacer l'ancienne Porta Portuensis, en 1644, par l'architecte Marcantonio De Rossi (père de Mattia De Rossi). Au moment de l'inauguration, cependant, Urbain VIII était mort, et c'est Innocent X qui apposa ses armoiries sur la porte.
L'aspect général est cependant celui d'une porte inachevée et d'un style assez éloigné des canons traditionnels, avec des niches vides sur les côtés, les colonnes majestueuses qui supportent une sorte de balcon au lieu d'un chemin de ronde crénelé et privé, entre autres, des tours latérales classiques.
De la porte commence la via Portuense, la route qui mène à Porto, la ville à l'embouchure du Tibre, près d'Ostie, et qui avait remplacé cette dernière comme port d'approvisionnement de la ville de Rome. Avec l'avancement de la ligne maritime, Porto a été remplacé par Fiumicino.
En 1974, l'une des premières peintures murales de Rome a été peinte sur l'un des murs de la petite maison du devoir par l'artiste du labotarorio Porta Segreta di Calcata, Giancarlo Croce.

## Le marché de la Porta Portese

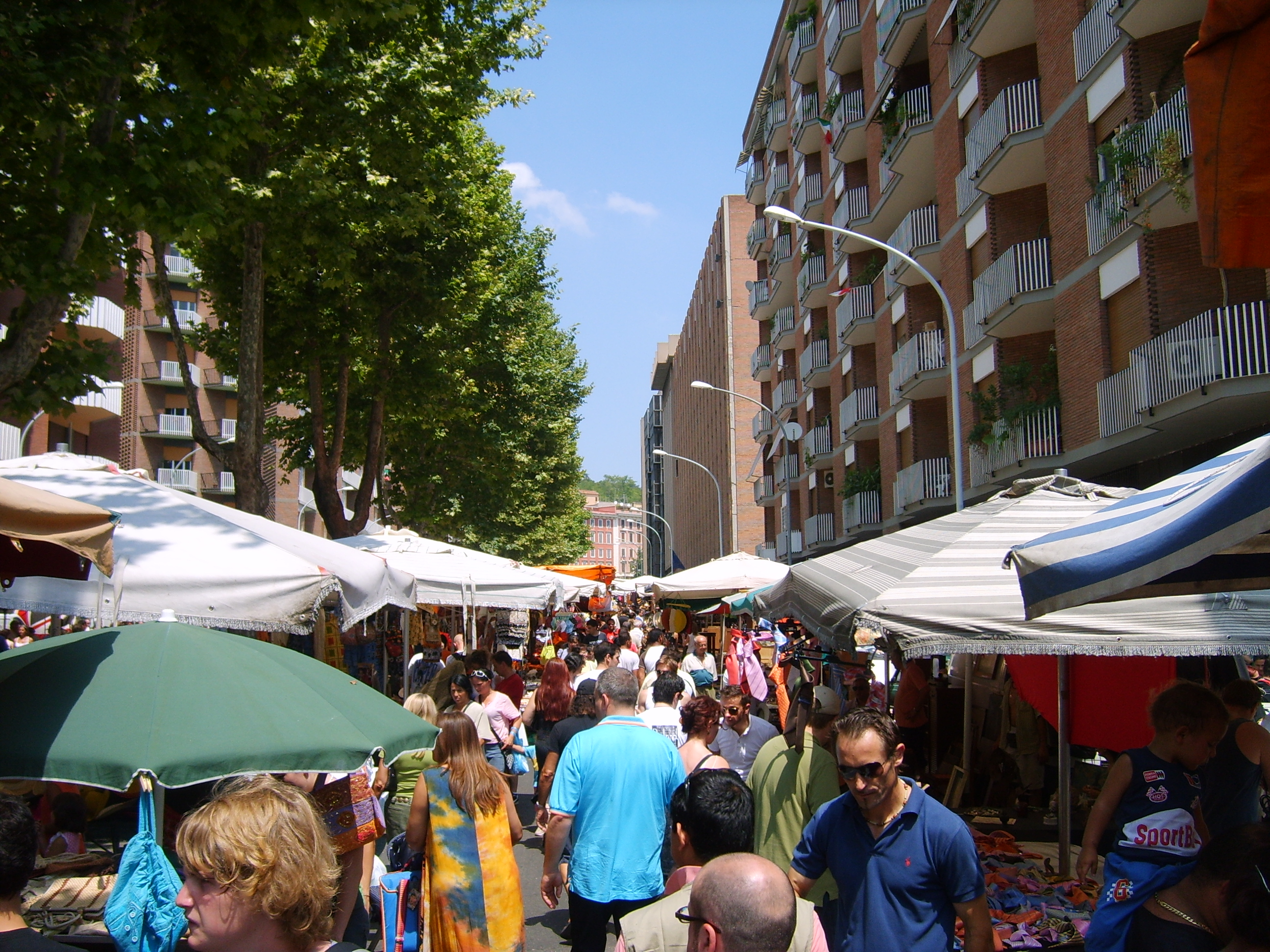
Le marché de la Porta Portese.

Est né vers 1945, comme marché aux puces, ce qui est aujourd'hui le marché romain non alimentaire le plus célèbre et le plus populaire, situé juste devant la porte, le long de la via Portuense et à proximité immédiate, jusqu'à viale Trastevere. Le marché continue de se tenir uniquement le dimanche matin, mais au fil du temps, certains marchands ont transformé les cabanes en bordure de route en installations commerciales permanentes. Les opérateurs traditionnels du marché, réunis au sein de l'Association des opérateurs de Porta Portese, se battent depuis des années avec la municipalité de Rome pour ne pas être expulsés ou mis en marge du marché. En 2010, en tant que promoteur de la fondation des Opérateurs de Réseaux Nationaux des Usagés (Réseau ONU), l'Association des Opérateurs de Porta Portese a cosigné un Manifeste National de Réutilisation.
La visite dominicale à Porta Portese est toujours un divertissement populaire apprécié des Romains et des touristes, comme en témoigne le morceau musical du même nom des années 1970 du  chanteur italien Claudio Baglioni. Ces dernières années, l'immigration étrangère, de plus en plus nombreuse, fréquente aussi intensément Porta Portese, également comme gérants des étals pour le compte des propriétaires italiens.